# Alumínium-antimonid
Az alumínium-antimonid a III-V vegyület-félvezetők családjába tartozó szervetlen vegyület. Rácsállandója 0,61 nm. Indirekt tiltott sávja 300 K-en körülbelül 1,6 eV, míg a direkt tiltott sávja 2,22 eV széles.
300 K-en az elektronmobilitása 200 cm²·V−1·s−1, a lyukmobilitása 400 cm²·V−1·s−1. Törésmutatója 2 μm hullámhosszon 3,3, dielektromos állandója mikrohullámú frekvenciákon 10,9.
Más III-V anyagokkal reagáltatva terner vegyületek állíthatók elő, többek között AlInSb, AlGaSb és AlAsSb.
Az antimonidion (Sb3−) redukáló hajlama miatt meglehetősen gyúlékony, égése során alumínium-oxid és antimon-trioxid keletkezik.

## Fordítás
Ez a szócikk részben vagy egészben  az   Aluminium antimonide című angol Wikipédia-szócikk ezen változatának fordításán alapul.  Az eredeti cikk szerkesztőit annak laptörténete sorolja fel. Ez a jelzés csupán a megfogalmazás eredetét és a szerzői jogokat jelzi, nem szolgál a cikkben szereplő információk forrásmegjelöléseként.